# Iveco Daily Citybus
L´IVECO Daily Citybus est un mini/midibus d'une capacité totale de 14 ou 19 passagers plus le conducteur. Livrable en plusieurs versions, il est fabriqué par l'usine italienne Iveco de Brescia, la filiale brésilienne du constructeur italien Iveco depuis 2000 et la J-V Naveco en Chine localement.

L'Iveco Daily Citybus, produit en 3 versions, repose sur les châssis 45S17 et 55C17 et a connu les mêmes évolutions que le châssis du Daily. Cette utilisation, comparable à celle en fabrication en Italie par Iveco Bus est essentiellement destinée aux transports de courte et moyenne distance en finition "normale" ou "grand luxe". Une version bus scolaire est aussi proposée.
Équipé du moteur Iveco FPT F1C DS de 2 998 cm3 de cylindrée, il offre une puissance de 170 ch DIN (125 kW) à 3 500 tr/min avec un couple de 400 N m à 1 300 tr/min.
Les versions diffèrent par leur longueur et donc la capacité d'accueil en passagers : 14 + 1 places avec le châssis 45S17 et 19 + 1 avec le châssis 55C17. Leurs empattements respectifs étant de 3 300 et 3 950 mm.
Il dispose d'une large porte d'accès à l'avant, un revêtement de haute résistance et entièrement lavable, sol antidérapant haut trafic destiné à un usage intensif, sièges inclinables confortables avec ceintures de sécurité individuelles, fenêtre de toit, porte-bagages et lampe de lecture pour chaque siège. Son équipement comprend la climatisation et lecteur CD sur circuit HiFi. La version luxe est entièrement habillée de moquette au sol et tissu velours sur les parois.
Tous les moteurs diesel utilisent un système EGR de pointe et sont équipés d'un filtre à particules (DPF) de série. L'architecture de l'échappement et la logique de régénération ont été optimisés. 
En outre, au niveau sécurité, le Daily dispose de série : 
- nouveau système de sécurité ESP 9 avec des capteurs actifs,
- ABS, EBD (répartiteur électronique de freinage), ASR (antipatinage),
- MSR (système de gestion du moteur pour contrôler la vitesse),
- ESP (contrôle de stabilité), HBA (freinage d'urgence), Hill Holder,
- BAC (système de reconnaissance de la distribution longitudinale du chargement),
- TSM (contrôle de stabilité de la remorque),
- DRH (augmentation du freinage à l'arrière en cas de freinage d'urgence) avec HFC (gère l'équilibrage du freinage),
- RMI & ROM (gèrent l'accélération latérale pour empêcher le renversement du véhicule en virage).

## Les Iveco Daily Bus fabriqués dans le monde
IVECO fabrique son Daily dans ses usines italiennes de Brescia, à l'Est de Milan mais également dans de nombreux pays étrangers :
- Chine : IVECO avec sa filiale NAVECO, fabrique le Daily dans des très nombreuses versions diesel depuis 1986 au rythme de 40 000 véhicules par an. Le 17 mars 2009, Naveco a livré les premiers exemplaires de la 3e génération du Daily, dans sa version électrique, d'une autonomie de 220 km à pleine charge. Le Daily électrique a été retenu comme véhicule officiel pour l'Expo Shanghai 2010, minibus et véhicule de transport.
- Espagne : Iveco España produit, depuis le rachat de Pegaso par Iveco, le Daily dans son usine de Valladolid.
- Serbie : Zastava Kamioni fabrique sous licence les ZK Rival et New Rival qui sont les Iveco Daily de la première et seconde série, en version diesel et turbo diesel.
- Brésil : Fiat-Iveco Brazil fabrique dans son usine de Sete Lagoas, la gamme Daily depuis l'an 2000, avec les mêmes caractéristiques qu'en Europe.
- Vénézuéla : l'usine locale d'Iveco assemble des Daily Minibus en CKD provenant du Brésil en version complète et châssis pour carrossiers.
- Argentine : la filiale argentine Iveco Argentina fabrique des châssis Iveco CC170 E pour carrossiers du Daily Minibus.
- Russie : avec Severstal, depuis 2008.

## Images Iveco Daily

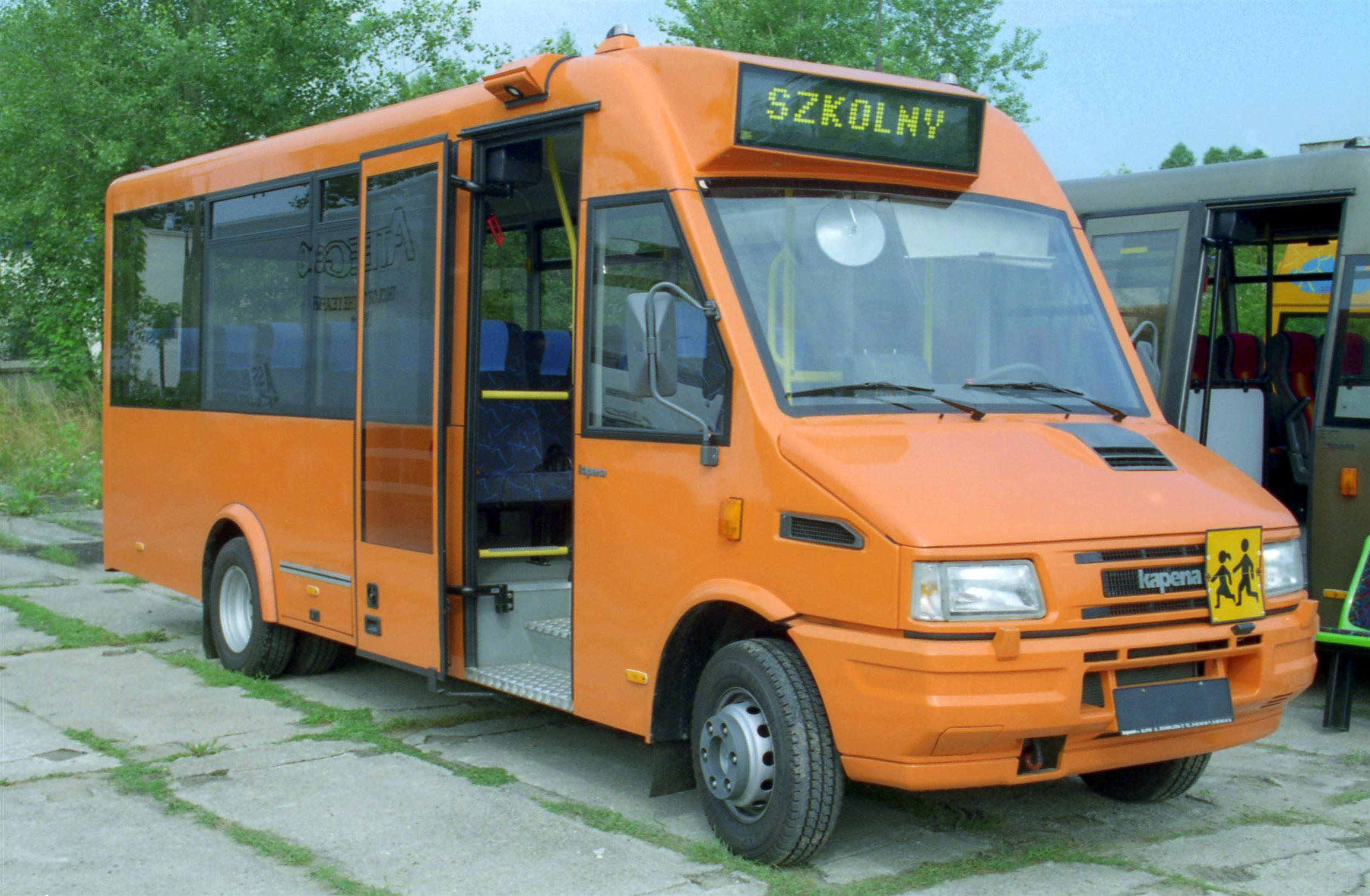
Minibus scolaire Daily 2e génération (1989)
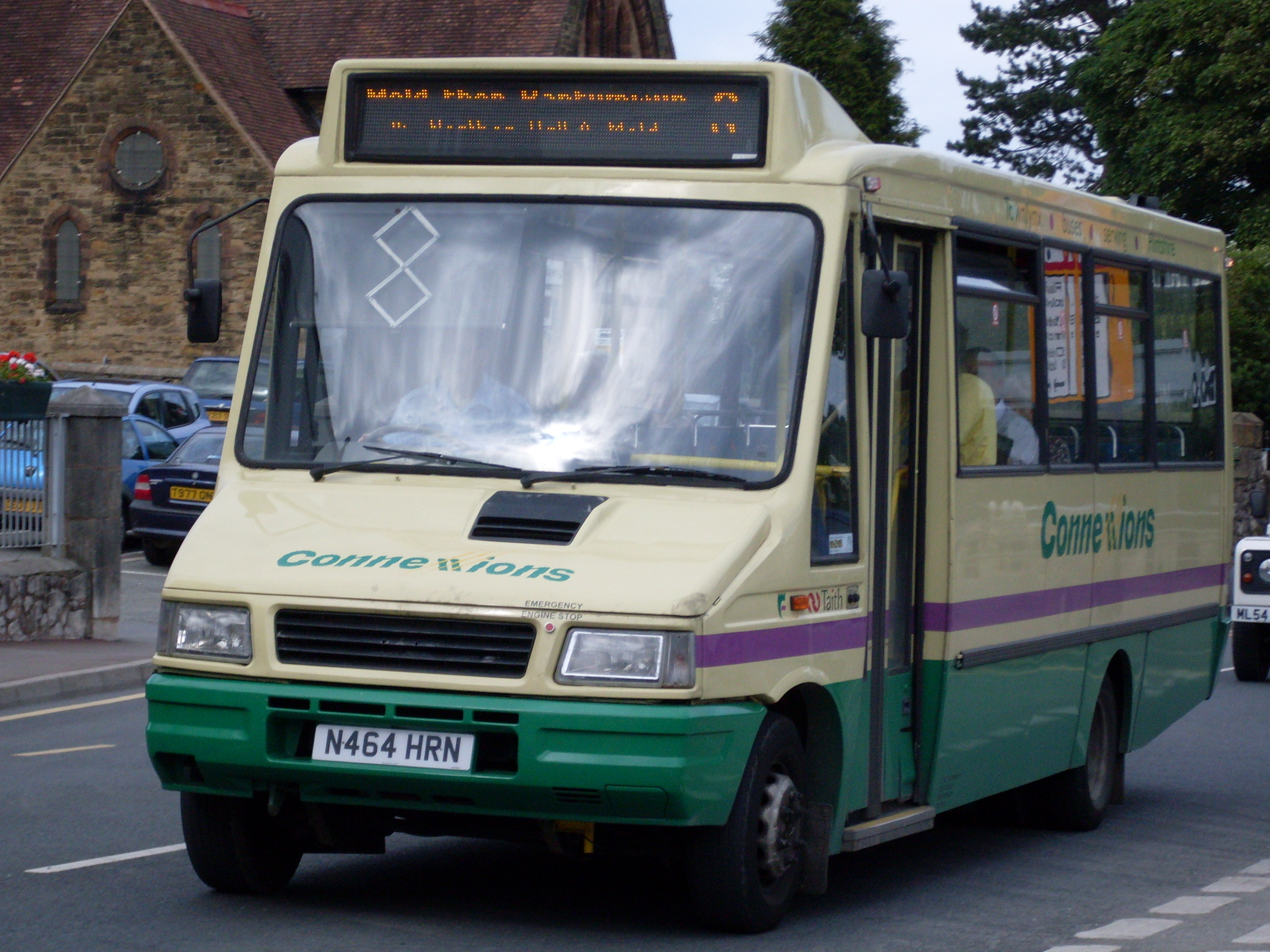
Iveco Daily Minibus carrosserie britannique (1990)
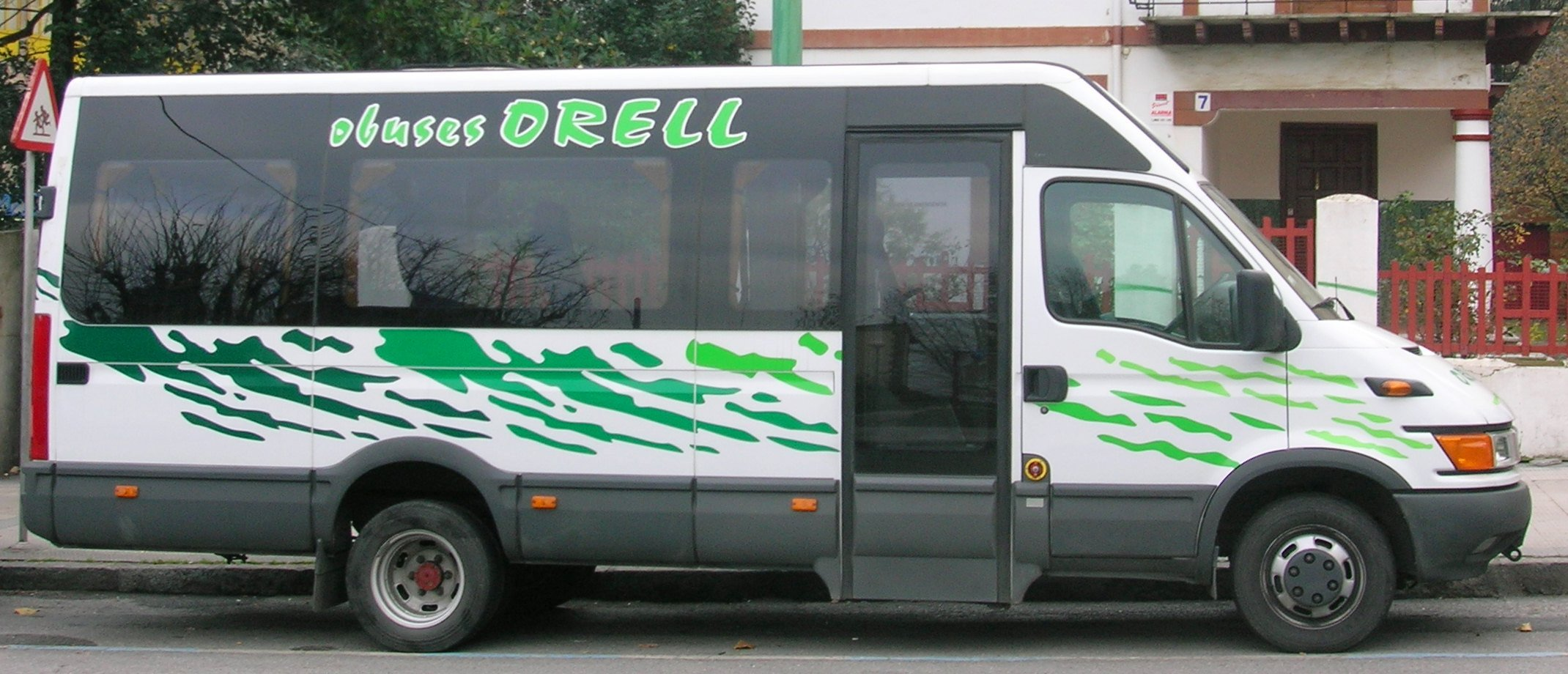
Iveco Daily Minibus 3e série (2000)
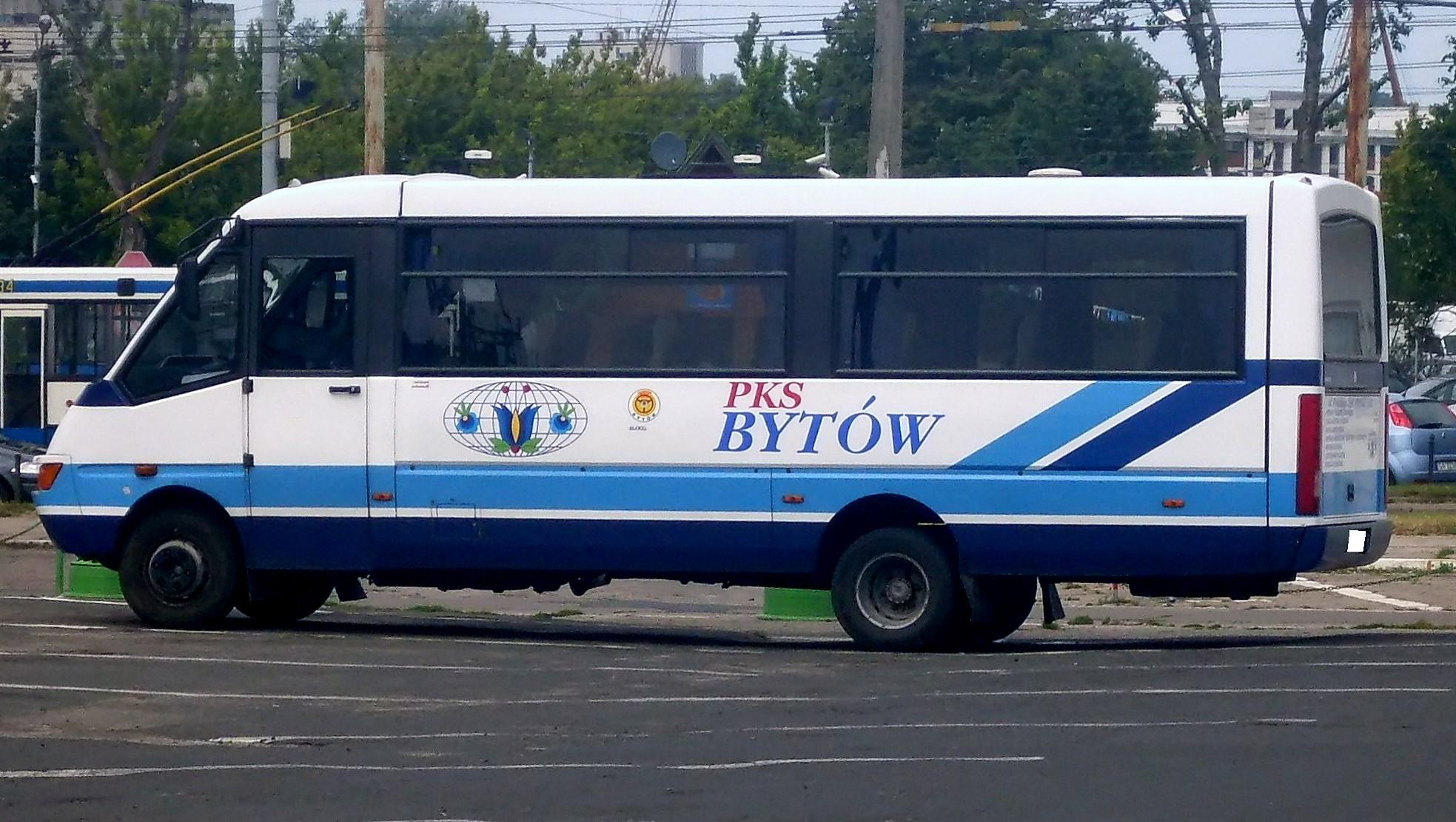
Iveco Daily Minibus carrosserie britannique allongée 22 places (2000)
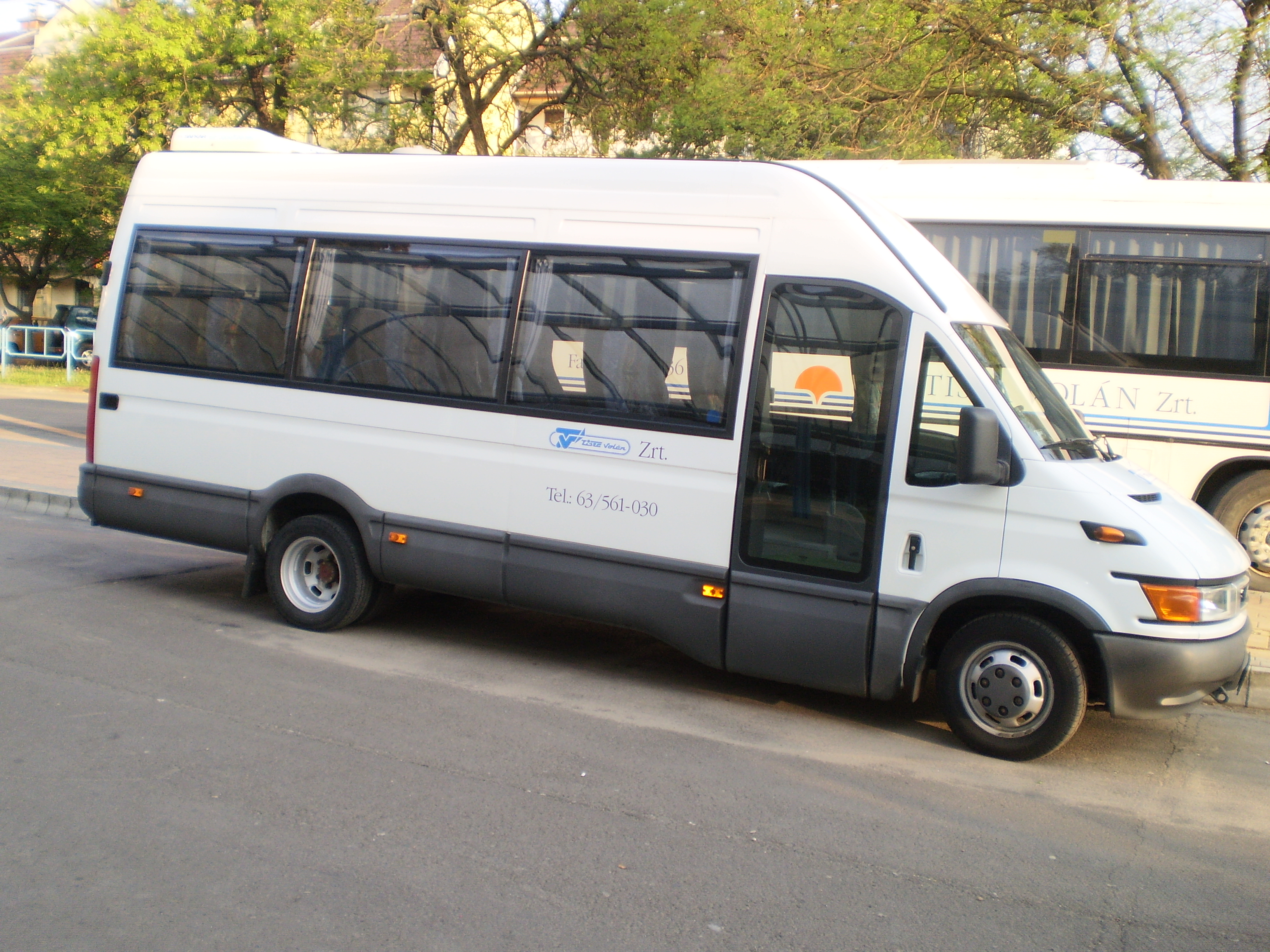
Iveco Daily Minibus luxe (2002)
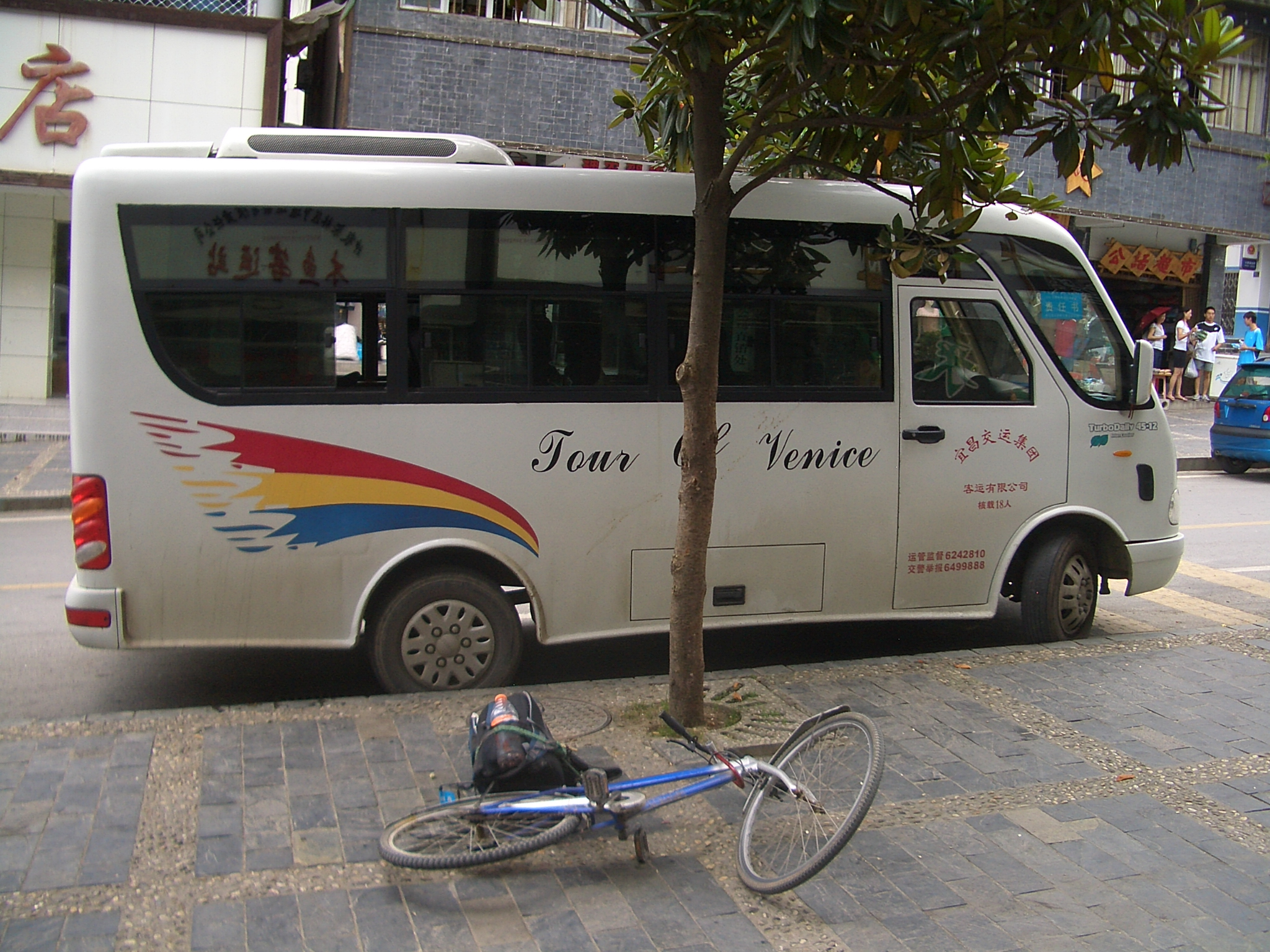
Daily Minibus en Chine avec carrosserie locale (2005)
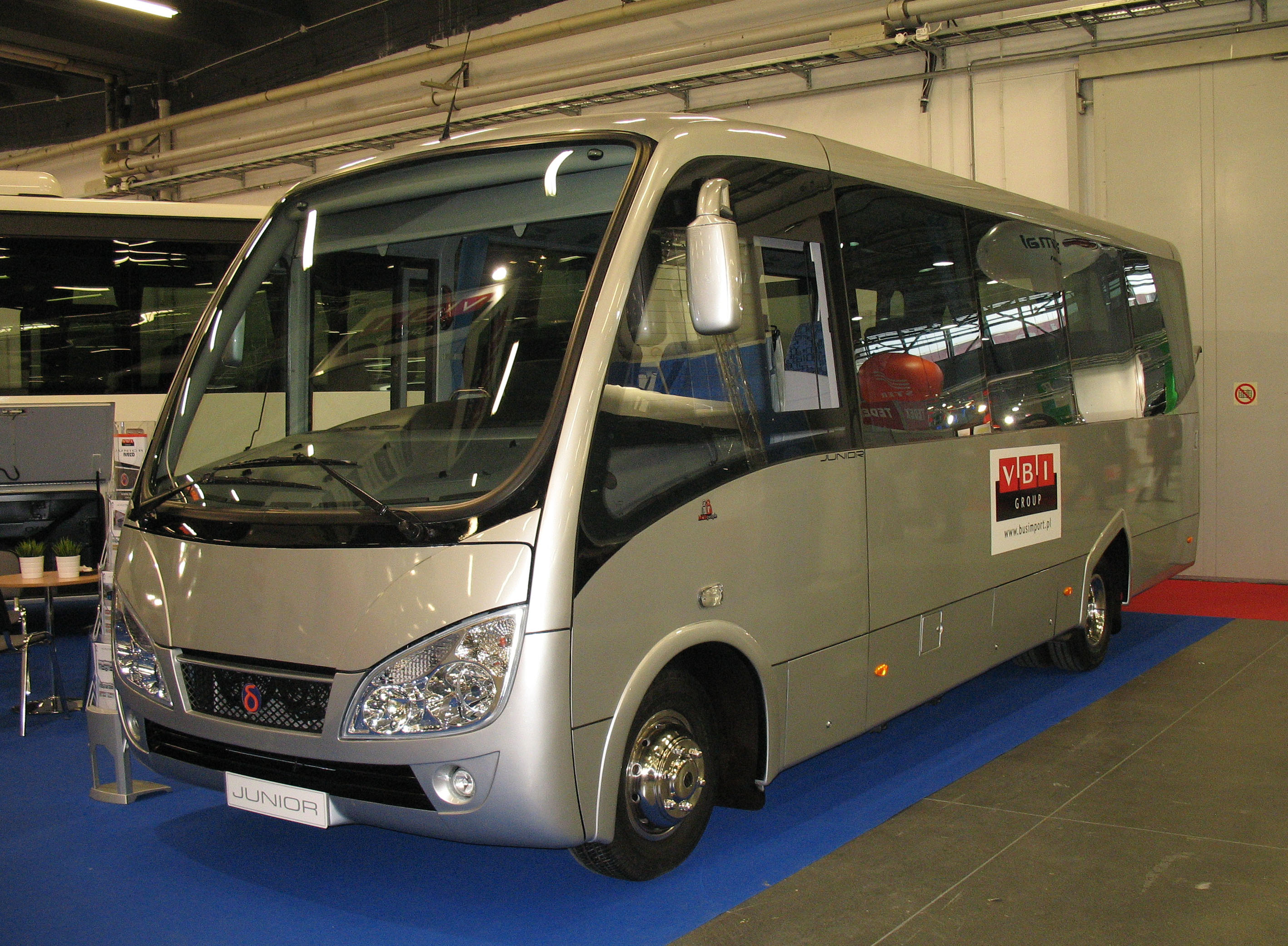
Midibus Delta Junior sur châssis Iveco Daily (2011)
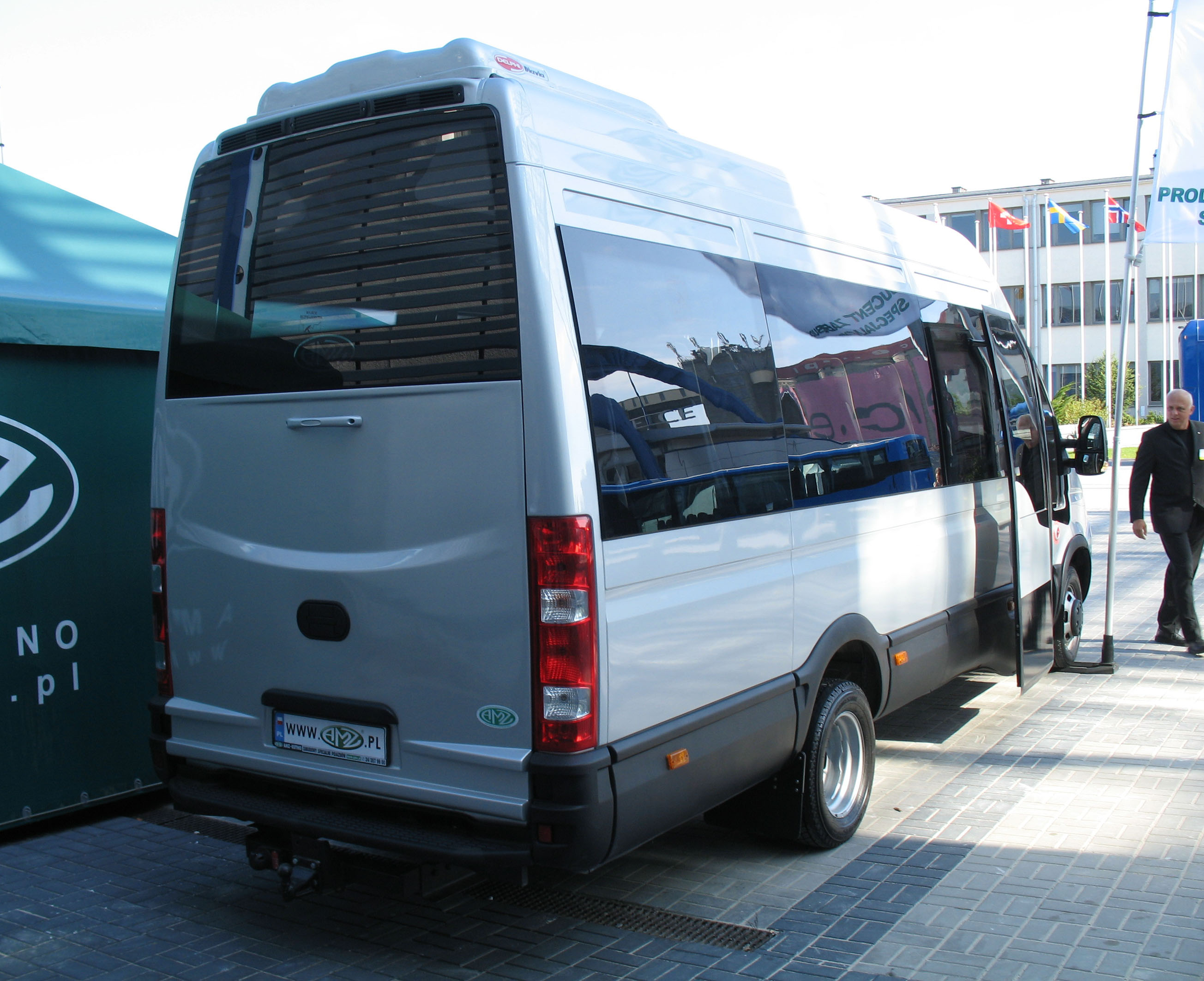
Iveco Daily Minibus CNG (2012)